# Bergeijk
Bergeijk oder Bergeyk (anhörenⓘ) ist eine Gemeinde in den Niederlanden, in den Kempen in der Provinz Noord-Brabant. Sie hat 19.260 Einwohner (Stand 1. Januar 2025). Ihre Gesamtfläche beträgt 101,75 km².
Zur Gemeinde zählen die Dörfer Bergeijk, Luyksgestel, Riethoven und Westerhoven.
Die Gemeinde liegt zwischen Eindhoven und Lommel (Belgien).
Die Landwirtschaft und der Tourismus sind die Haupterwerbsquellen.
Auch leben Pendler in Bergeijk, die in der nördlichen Nachbargemeinde  Eindhoven arbeiten.
Für den  Tourismus sind die Ständermühle (samstags geöffnet) sowie die verbreiteten Wald- und Heidegebiete, in denen ein speziell Vorkriegstraktoren gewidmetes Oldtimertreffen stattfindet, von Bedeutung.

## Geschichte
Luyksgestel gehörte vor der Französischen Revolution zum Hochstift Lüttich und kam erst 1816 an die Niederlande.
Die anderen Orte, von jeher Bauerndörfer, teilten das Schicksal Nordbrabants, so dass die Katholiken zwischen 1648 und 1793 ihre Religion nicht frei ausüben durften: Sie gingen im Ausland (Luyksgestel) zur Messe.
Im 18. und 19. Jahrhundert verdienten viele Einwohner dieser Dörfer als Hausierer mit Kupferkannen und Perücken ein Auskommen. Im örtlichen Dialekt hießen sie teuten.

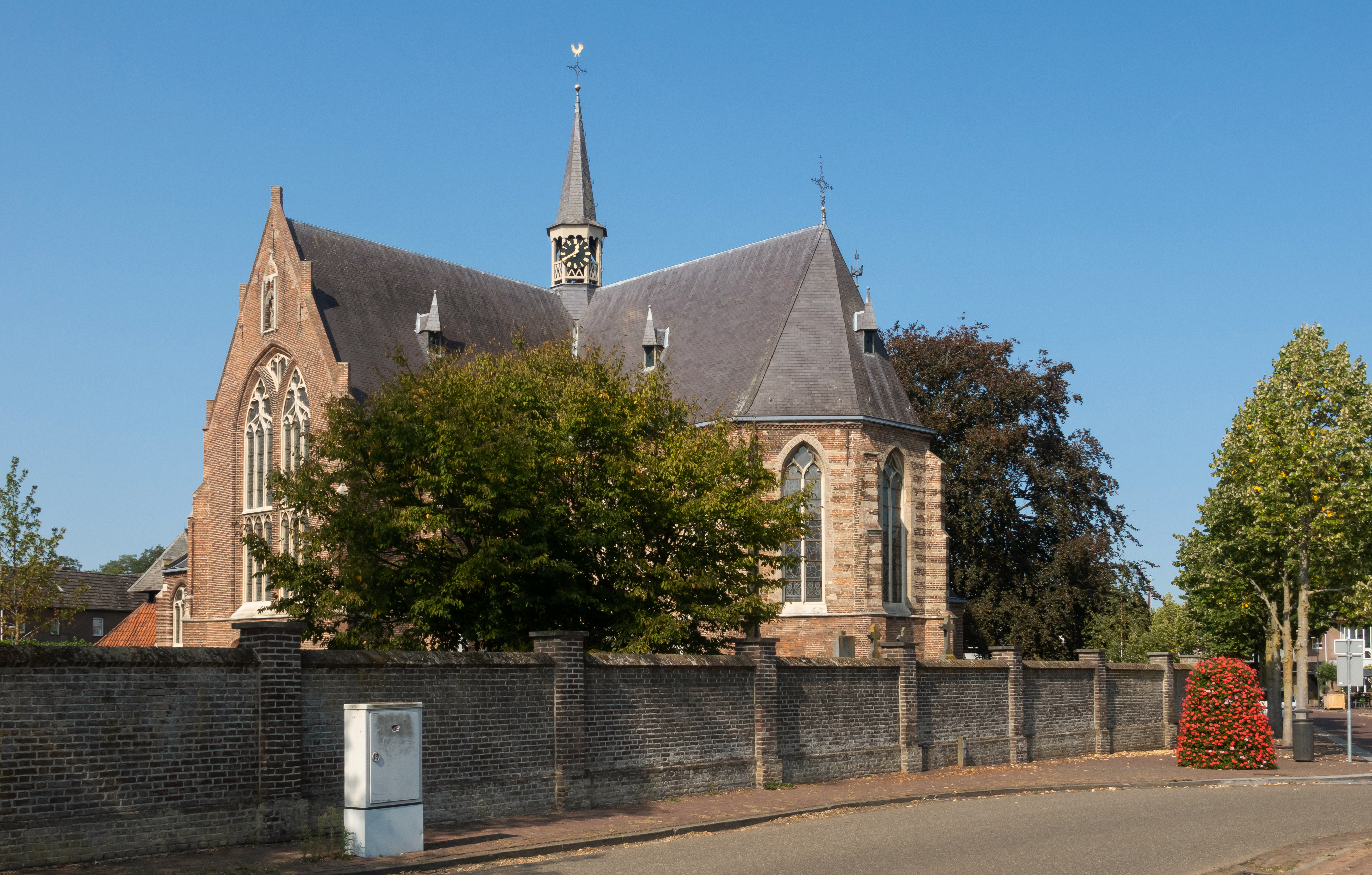
Kirche (Sint Petruskerk)

Westerhoven ist seit einigen Jahren ein Teil der Gemeinde Bergeijk. Jährlich finden viele Tausende Touristen aus den Niederlanden, Belgien, Deutschland, Frankreich und viele andere Länder den Weg nach Westerhoven wegen des Bungalowparks De Kempervennen von Center Parcs. Hier kann man in vielen Restaurants essen, in einem großen subtropischen Schwimmbad schwimmen, das ganze Jahr über auf echtem Schnee Skifahren und Wasserski fahren auf den großen Seen.
Westerhoven war schon in de Prehistorie ein beliebter Ansiedlungsort. Jäger ließen sich an den Ufern der Flüsse Keersop und Beekloop nieder. De Heuvel, Verbindungsweg zum Nachbardorf Riethoven, wurde in der römischen Zeit angelegt. Bei Ausgrabungen am damaligen Haverhof wurden fränkische Tonwaren gefunden.
Die Valentinuskapelle am Loverensedijk wurde nach dem Zweiten Weltkrieg als Gedenkkapelle auf mittelalterlichen Resten einer Kapelle gebaut. In dem neben der Kapelle gelegenen Brunnen liegt der Wasserpegel immer höher als das Grundwasser. Dem Wasser wird eine heilsame Wirkung bei Hautkrankheiten zugeschrieben. Jedes Jahr am 14. Februar (Valentinusdag) findet abends eine Wallfahrt von der St. Servatiuskirche zur Kapelle statt. 
Große Wald- und Heidegebiete laden zu jeder Jahreszeit zu Wanderungen und Fahrradtouren ein. Überall gibt es Rastmöglichkeiten, nicht zuletzt in den gemütlichen Dörfern in der Umgebung FB.

## Politik
Die christdemokratische Wahlliste konnte mit über 40 Prozent die letzte Kommunalwahl am 16. März 2022 für sich entscheiden. Sie war in der Legislaturperiode 2018–2022 Teil der Koalition mit der konservativ-liberalen Wahlliste.

### Gemeinderat
Der Gemeinderat wird seit 1982 folgendermaßen gebildet:
| Partei                       | Sitze | Sitze | Sitze | Sitze | Sitze  | Sitze | Sitze | Sitze | Sitze | Sitze | Sitze | Sitze |
| Partei                       | 1982  | 1986  | 1990  | 1994  | 1996 a | 1999  | 2002  | 2006  | 2010  | 2014  | 2018  | 2022  |
| ---------------------------- | ----- | ----- | ----- | ----- | ------ | ----- | ----- | ----- | ----- | ----- | ----- | ----- |
| CDA                          | 4     | 4     | 5     | 3     | 6      | 6     | 6     | 8     | 8     | 9     | 7     | 7     |
| Lokale Partij Bergeijk b     | –     | –     | –     | –     | –      | –     | 7     | 4     | 4     | 4     | 4     | 5     |
| GroenLinks                   | –     | –     | –     | –     | –      | –     | –     | –     | –     | –     | 4     | 3     |
| PvdA                         | 1     | 2     | 2     | 1     | –      | 1     | 2     | 3     | 3     | 2     | 4     | 3     |
| Democratische Partij ’94     | 1     | 2     | –     | –     | –      | –     | –     | –     | –     | –     | –     | –     |
| VVD                          | 1     | 1     | 1     | 3     | 2      | 2     | 2     | 2     | 2     | 2     | 2     | 2     |
| Dorpsbelangen b              | –     | –     | –     | –     | 5      | 4     | –     | –     | –     | –     | –     | –     |
| Kernpunt b                   | –     | –     | –     | 3     | 2      | 2     | –     | –     | –     | –     | –     | –     |
| ID-Bergeijk b c              | –     | –     | 5     | 4     | 2      | 2     | –     | –     | –     | –     | –     | –     |
| Democratische Partij ’94     | –     | –     | –     | 1     | –      | –     | –     | –     | –     | –     | –     | –     |
| Bergeijk in Raad en Streek   | 5     | 4     | 2     | –     | –      | –     | –     | –     | –     | –     | –     | –     |
| Samenwerking ’74 c           | 2     | 1     | –     | –     | –      | –     | –     | –     | –     | –     | –     | –     |
| Inspraak en Democratie ’86 c | –     | 1     | –     | –     | –      | –     | –     | –     | –     | –     | –     | –     |
| Gesamt                       | 13    | 13    | 15    | 15    | 17     | 17    | 17    | 17    | 17    | 17    | 17    | 17    |

Anmerkungen

### Kollegium von Bürgermeister und Beigeordneten
Folgende Personen gehören zum College van burgemeester en wethouders der Gemeinde Bergeijk:
Bürgermeister
- Wilma Delissen-van Tongerlo (VVD; kommissarisch; Amtsantritt: 17. Februar 2025)[1]

Beigeordnete
- Mathijs Kuijken (CDA)
- Marko van Dalen (VVD)

Gemeindesekretär
- Dries Ewalds

## Persönlichkeiten
- Harrie Lavreysen (* 1997), Radsportler, geboren in Luyksgestel